# エーエム・ピーエム・関西

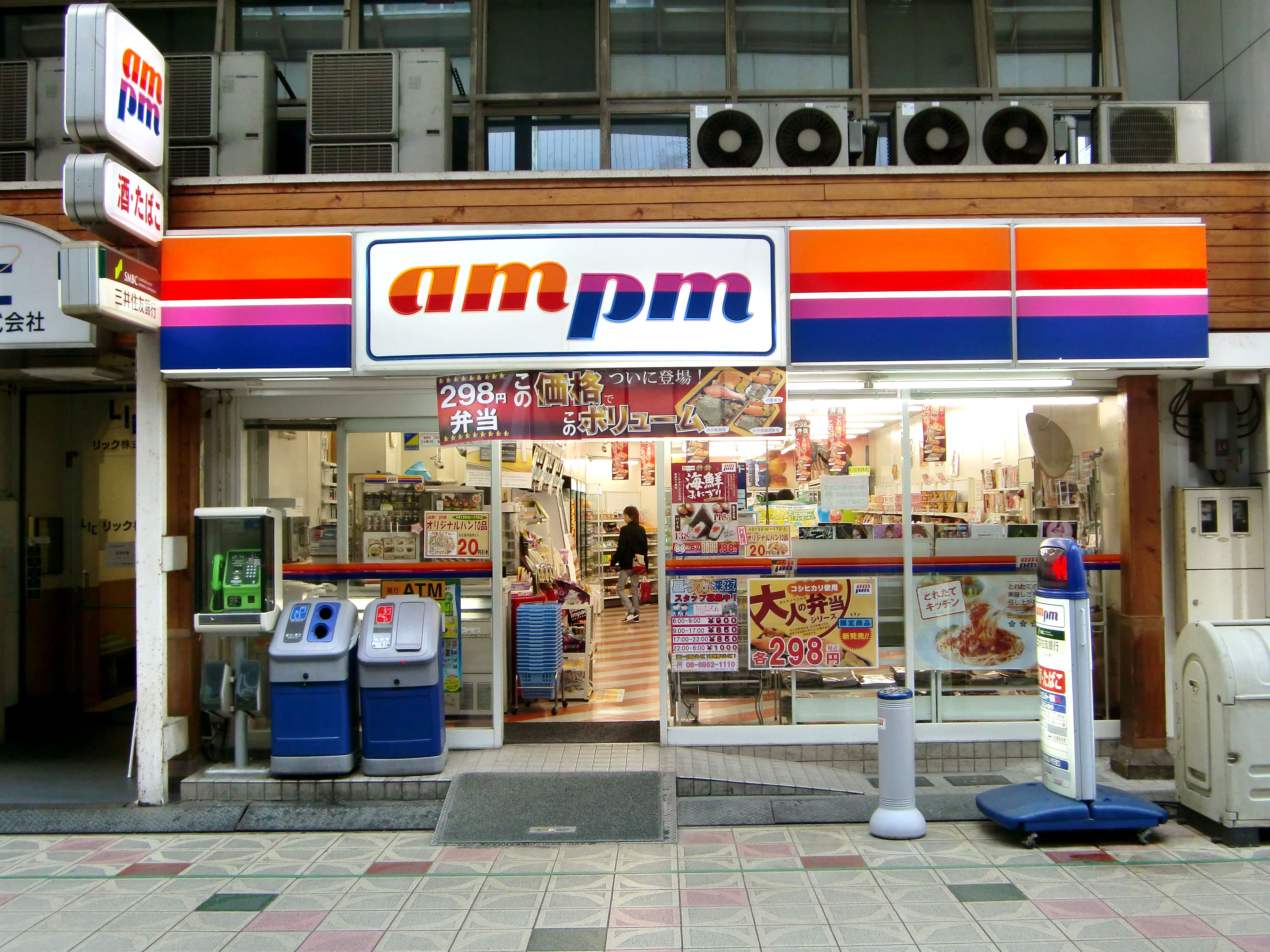
am/pm南久宝寺町3丁目店

株式会社エーエム・ピーエム・関西（エーエム・ピーエム・かんさい）は、かつて存在したコンビニエンスストア運営会社（エリア・フランチャイズ）。
am/pmの近畿地区でのフランチャイズ運営を行っていた。

## 概要
近畿日本鉄道が87.5%、近鉄百貨店が12.5%出資する近鉄グループの子会社・株式会社エーエム・ピーエム・近鉄（エーエム・ピーエム・きんてつ）として設立され、当時ジャパンエナジー傘下（後にレックスグループ傘下）の株式会社エーエム・ピーエム・ジャパンとの間でエリアフランチャイズを締結し、近畿エリアでコンビニエンスストア「am/pm」を展開していた。
2006年5月24日に、近鉄のグループ再編計画に伴い、『かっぱ寿司』を全国展開する回転寿司チェーンのカッパ・クリエイトグループに株式の90%が売却され、11月には、社名を株式会社エーエム・ピーエム・関西に変更した。この当時、カッパ・クリエイト株式会社の子会社で惣菜小売事業を行う株式会社得得が、直接の親会社となっていた。
カッパ・クリエイト傘下になったことから、外食産業のノウハウを取り入れ、一部店舗で店内に厨房を作り、コンビニでは商品管理が難しいとされるにぎり寿司の販売を行うようになった。またカッパ・クリエイトは、2010年6月にam/pm（関西）向けの弁当・おにぎり新工場（投資額15億円）を作るなど、好調なプライベートブランド（弁当・おにぎり）の生産力を増やすなどして、独自に事業のテコ入れを図っていた。
2009年2月28日時点で運営店舗は139店舗であったが、同年12月にフランチャイズ元であるエーエム・ピーエム・ジャパンが、ファミリーマートに買収（2010年3月合併）されたことに関連して、2011年4月にファミリーマートに吸収合併された。なお、関西営業エリアの店舗は、2015年末まではエーエム・ピーエム・関西が営業出来る契約となっていたが、今回のファミリーマートへの経営統合により事実上この権利を破棄・解消し、am/pmブランド名義のコンビニエンスストアは2012年2月までにファミマへ転換される見通しとなった。そして2011年6月1日より旧am/pm店舗からファミリーマートへの転換が順次進められ、同年12月10日を以ってam/pm全店舗が閉店した。

## 沿革
- 1995年
  - 10月 - 株式会社エーエム・ピーエム・近鉄として設立。
  - 11月 - 株式会社エーエム・ピーエム・ジャパンとエリアフランチャイズ契約締結（大阪府・京都府・奈良県・三重県・和歌山県）し、1号店オープン。
- 1997年3月　エーエム・ピーエム・ジャパンとエリアフランチャイズ契約締結（兵庫県）。
- 1999年9月　近畿日本鉄道直営店舗の1号店オープン。
- 2006年
  - 5月24日 - カッパ・クリエイト株式会社に株式が売却され、同社のグループ会社となる。
  - 11月 - 社名（商号）を株式会社エーエム・ピーエム・関西に変更。
- 2010年9月 - 登記上の本店を大阪市からさいたま市（カッパ・クリエイトの本部所在地）、実際の事業本社となる本部を大阪市から兵庫県尼崎市に移す。
- 2011年
  - 1月 - カッパ・クリエイトがファミリーマートと当社の譲渡につき基本合意書を締結。
  - 4月1日 - ファミリーマートに吸収合併され、解散。カッパ・クリエイトには対価として現金給付。
  - 6月1日 - 旧am/pm店舗より、ファミリーマートへの転換を開始。
  - 12月10日 - 最後まで残った大阪府下のam/pm2店舗が閉店。

## 店舗展開していた地域
- 大阪府
- 兵庫県
- 京都府
- 奈良県
- 三重県
- 和歌山県